# Diaphone (Lépidoptère)
Genre
Synonymes
- Taeniopyga Wallengren, 1858

Diaphone est un genre de papillons nocturnes de la famille des Noctuidae.

## Systématique
Le genre Diaphone a été créé en 1820 par l'entomologiste allemand Jakob Hübner (1771-1826),. 

## Liste d'espèces
- Diaphone angolensis Weymer, 1901
- Diaphone delamarei Viette, 1962
- Diaphone eumela (Stoll, [1782])
- Diaphone lampra Karsch, 1894
- Diaphone mossambicensis Hopffer, 1862
- Diaphone niveiplaga Carcasson, 1965

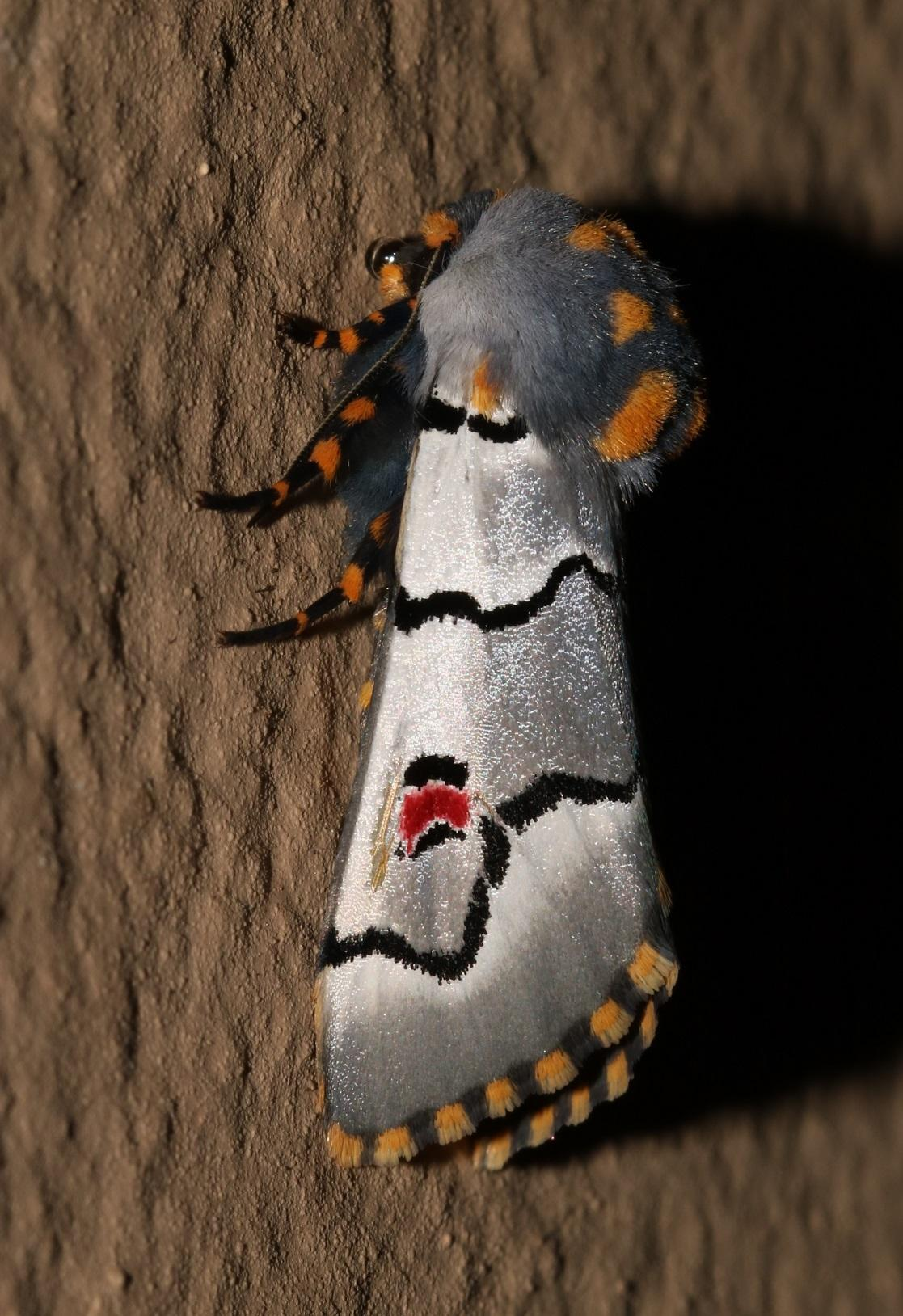
Imago de Diaphone eumela.

- Diaphone rungsi Laporte, 1973

## Publication originale
- Jakob Hübner, Verzeichniss bekannter Schmettlinge, Augsbourg, 1816 (DOI 10.5962/BHL.TITLE.48607, lire en ligne).